# Unadillides
Unadillides is een geslacht van vlinders van de familie snuitmotten (Pyralidae), uit de onderfamilie Phycitinae.

## Soorten
- U. distichella (Meyrick, 1878)
- U. microphaea Hampson, 1930